# Giacinto Sigismondo Gerdil

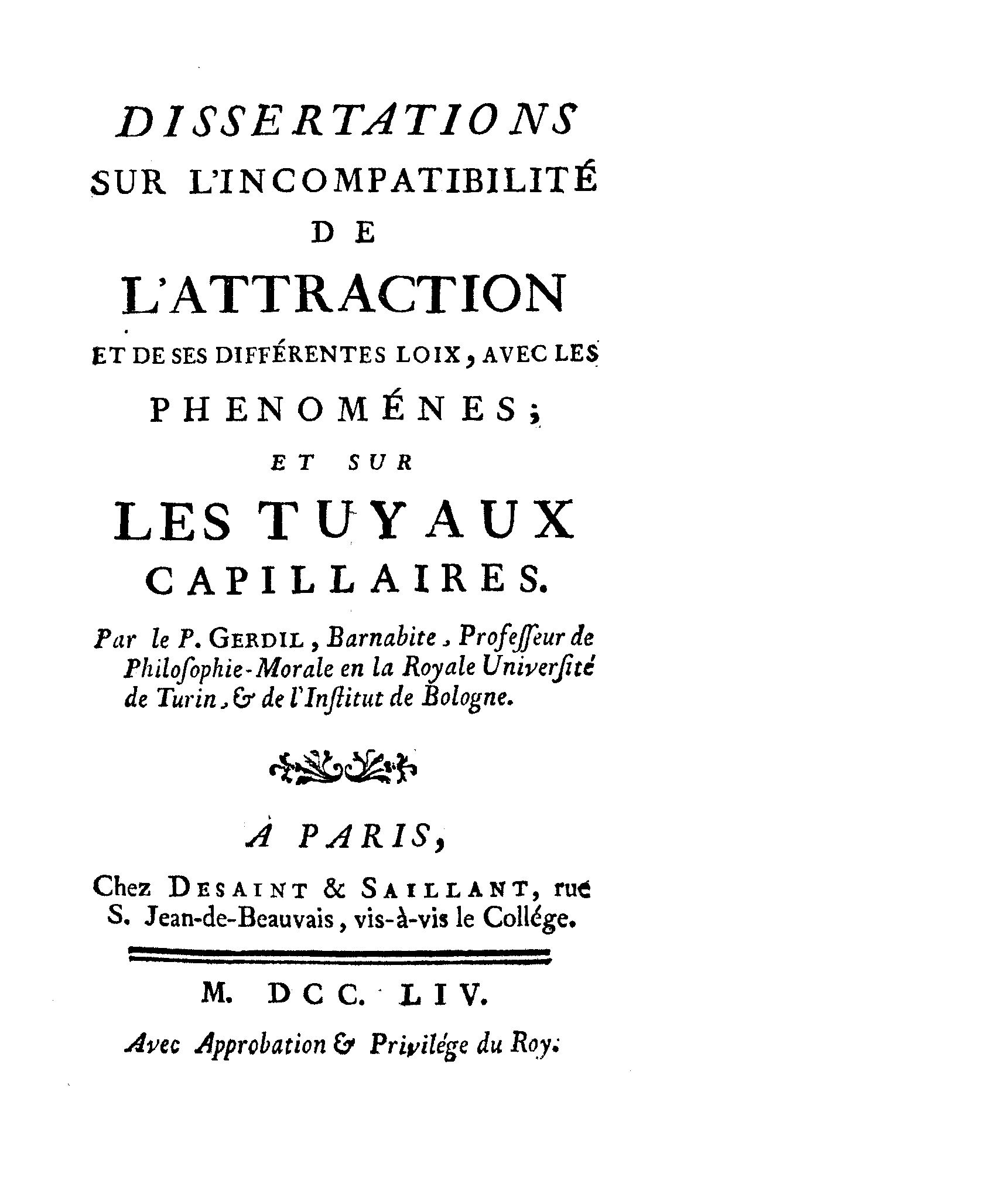
Dissertations sur l'incompatibilité de l'attraction et de ses différentes loix, avec les phenoménes, 1754

Giacinto Sigismondo Gerdil, född 20 juni 1718 och död 12 augusti 1802, var en italiensk filosof.
Gerdil var en barnabitermunk, och blev kardinal 1777. Gerdils många arbeten, av vilka den fullständigaste samlingen utgavs av Migne (18163), behärskas av intresset att försvara katolicismen mot Lockes empirism, sensualismen, ateismen, panteismen och de nya politisk-sociala idéerna; den filosofi, som han förfäktar gentemot upplysningsfilosoferna, är inte den skolastiska utan besläktad med Cartesius och Malebranche. Anmärkningsvärd är hans polemik mot Rousseau i den så kallade "Anti-Émile" - Réflexions sur la théorie et la pratique de l'éducation contre les principes de M. Rousseau (1763).